# 차승우 (배우)
차승우(본명:백승욱, 1978년 5월 28일 ~ )는 대한민국의 배우이자 기업인이다.

## 영화
- 2012년 초대
- 2012년 웨딩스캔듵

## 드라마
- 2012년 신드롬